# Muzeum ziemi ojczystej
Muzeum ziemi ojczystej (wł. Heimatmuseum) − powieść Siegfrieda Lenza wydana w 1978 r. Utwór porusza problemy pogranicza polsko-niemieckiego, "małej ojczyzny" i tożsamości mieszkańców mazurskiej ziemi. W powieści Mazury lat dwudziestych, trzydziestych i czterdziestych XX wieku to kraina z bogatą przyrodą i ciekawą gwarą pogranicza, gdzie Polak nazywa się Heidrich, a Niemiec Kottkowski.
Głównym bohaterem jest Zygmunt Rogalla - badacz historii i tkacz kilimów, który przez kilka dziesięcioleci opiekował się prywatnym mazurskim muzeum regionalnym. Rogalla, jako członek społeczności Łukowca, kreśli panoramę społeczną wschodniopruskiej prowincji od czasów sprzed I wojny światowej, aż do ucieczki mieszkańców przed Armią Czerwoną pod koniec II wojny światowej. Obszerna powieść jest jednym wielkim protestem, za który główny bohater płaci cierpieniem fizycznym i duchowym.
Polski przekład powieści, dokonany przez Elizę Borg i Marię Przybyłowską, ukazał się nakładem wydawnictwa Czytelnik, Warszawa 1991 r. Drugie wydanie opublikowane zostało w wydawnictwie Borussia, Olsztyn 2010.